# Kościół św. Michała w Koszycach
Kościół św. Michała (słow. Kostol sv. Michala), do 2006 zwany kaplicą św. Michała (słow. Kaplnka sv. Michala) – dawna gotycka kaplica cmentarna znajdująca się w słowackim mieście Koszyce, na południe od katedry św. Elżbiety.

## Historia
Świątynię wzniesiono prawdopodobnie w XIV wieku, za panowania Andegawenów, jako kaplicę cmentarną poświęconą św. Michałowi, patronowi zmarłych. Jej górny poziom służył jako kostnica, a dolny jako ossuarium. W następnych latach służyła ona miejscowej ludności słowiańskiej, w przeciwieństwie do katedry, którą użytkowali Niemcy i Węgrzy. Pierwsza wzmianka o budowli pochodzi z roku 1452, lecz wspomniany jest w niej rok 1428. W XV wieku budynek został zniszczony przez ostrzał wojsk polsko-litewskich, odbudowano i powiększono go w roku 1508. Po kolejnym zniszczeniu podczas pożaru miasta w 1556 kaplicę przekazano kalwinistom, którzy zniszczyli jej wyposażenie. W 1604 Rudolf II Habsburg przyznał świątynię katolikom, lecz w II połowie XVII wieku kilkukrotnie zmieniała ona wyznanie z powodu powstań antyhabsburskich. W 1748 obiekt gruntownie wyremontowano. W 1771 ze względów sanitarnych zakazano chowania ciał na cmentarzach w centrum miasta oraz zmieniono standardy użytkowania ossuariów, tym samym w roku 1778 przebudowano dolny poziom, wewnątrz powstały barokowe komory urnowe, a na miejscu otaczającego świątynię cmentarza utworzono istniejący do dziś skwer. Kolejny remont miał miejsce w 1821 roku. Podczas przebudowy w latach 1902-1904 rozebrano późnogotycką zakrystię oraz wzniesiono północne, neogotyckie dobudówki. W latach 1998–2006 budynek poddano konserwacji, prace kosztowały 51,2 mln koron. Podczas remontu odrestaurowano oraz zrekonstruowano malowidła zdobiące wnętrze kościoła. Restauracja została wyróżniona nagrodą Fénix nadawaną przez Ministerstwo Kultury Słowacji.

## Architektura
Świątynia gotycka, jednonawowa. Jest szeroka na 5,6 m i długa na 13,5 metra. Nawa przykryta jest stromym dachem dwuspadowym, który przechodzi w trójspadowy dach absydy. Ostrołukowe okna zdobią maswerki. Dwie przypory fasady łączą się łukiem ostrym, nad którym wznosi się wieża. Posiada dwie kondygnacje, górna z nich przykryta jest sześciodzielnym sklepieniem krzyżowo-żebrowym.

## Galeria

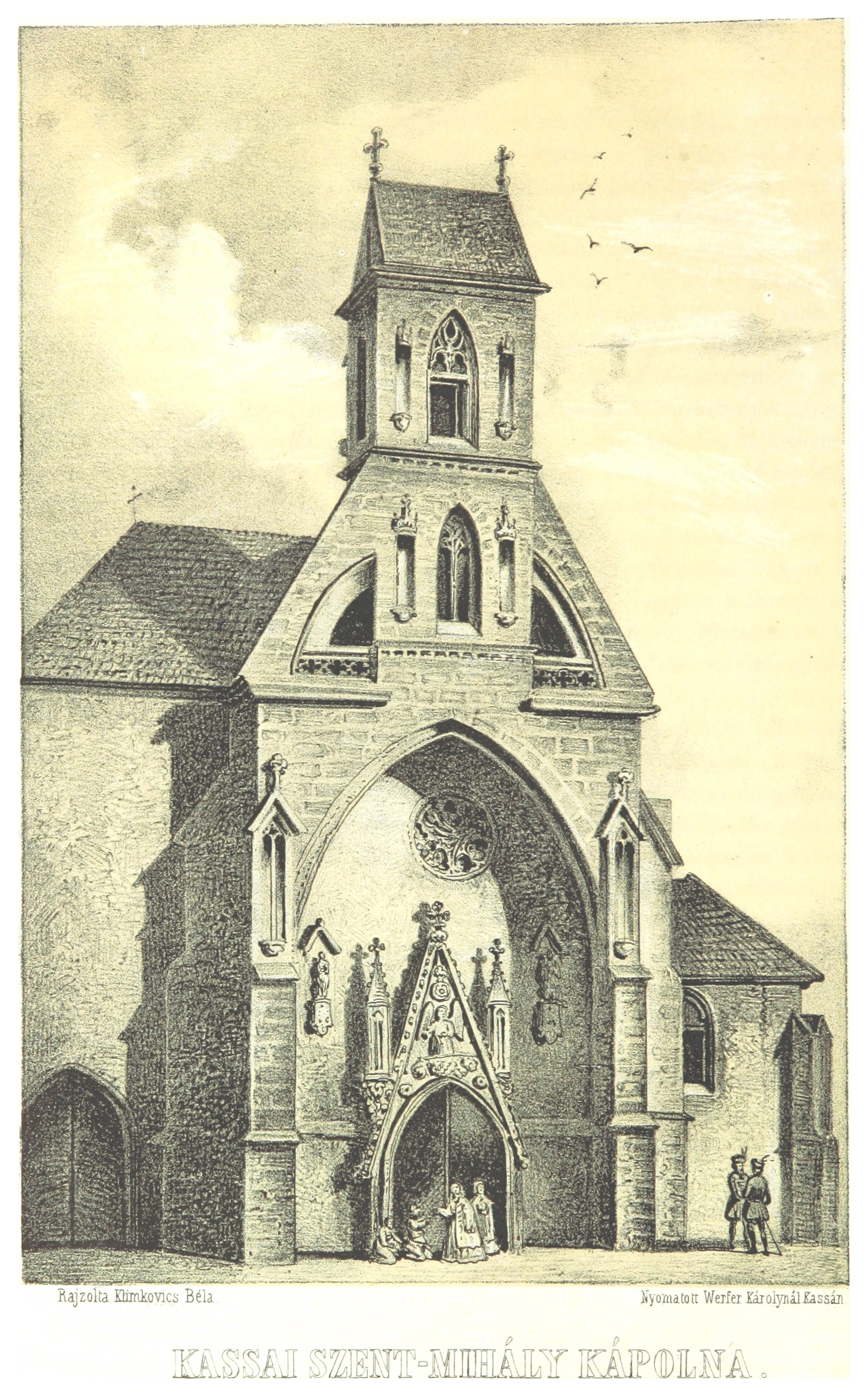
Widok w 1861
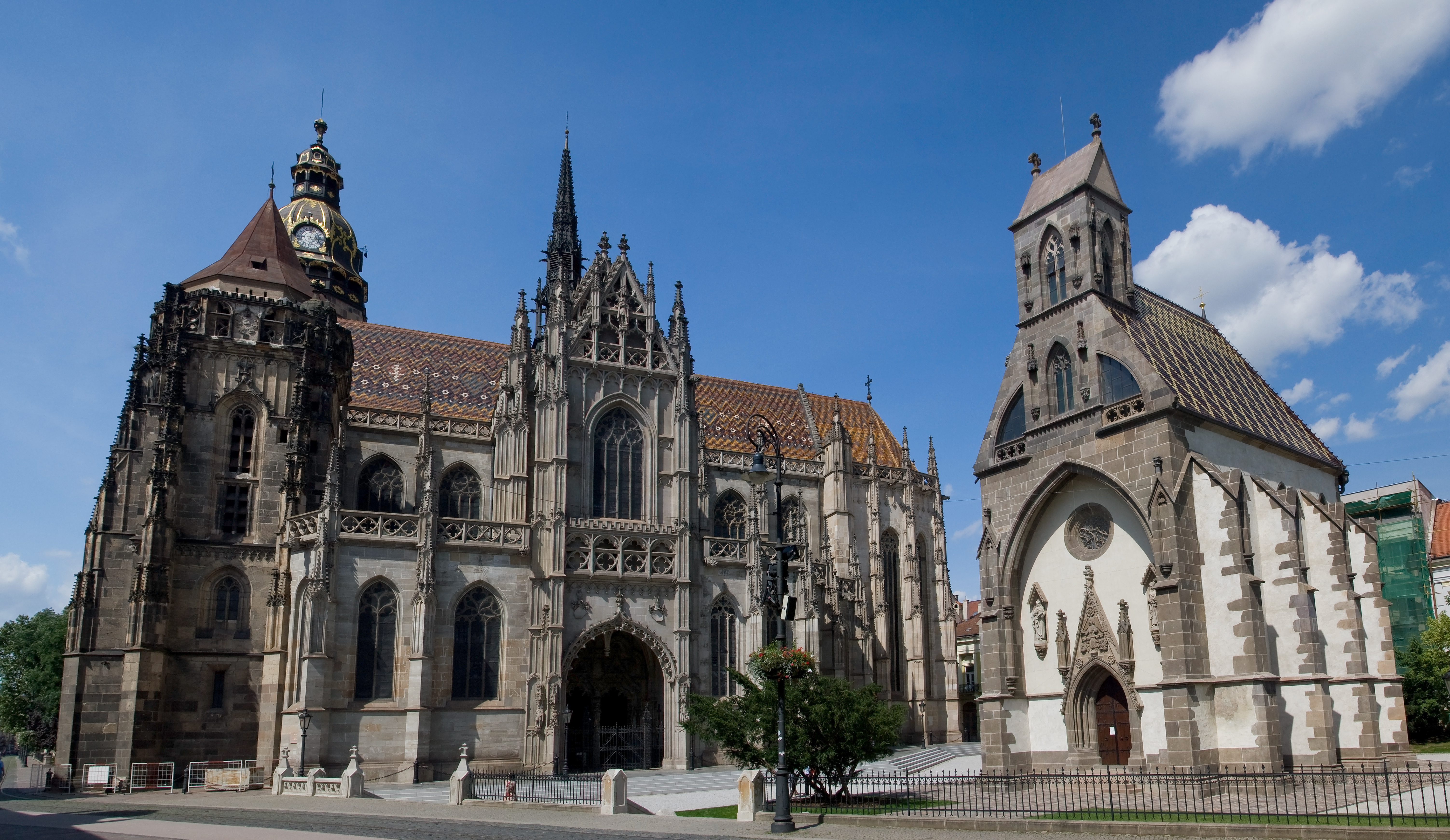
Katedra Elżbiety (L), kościół Michała (P)
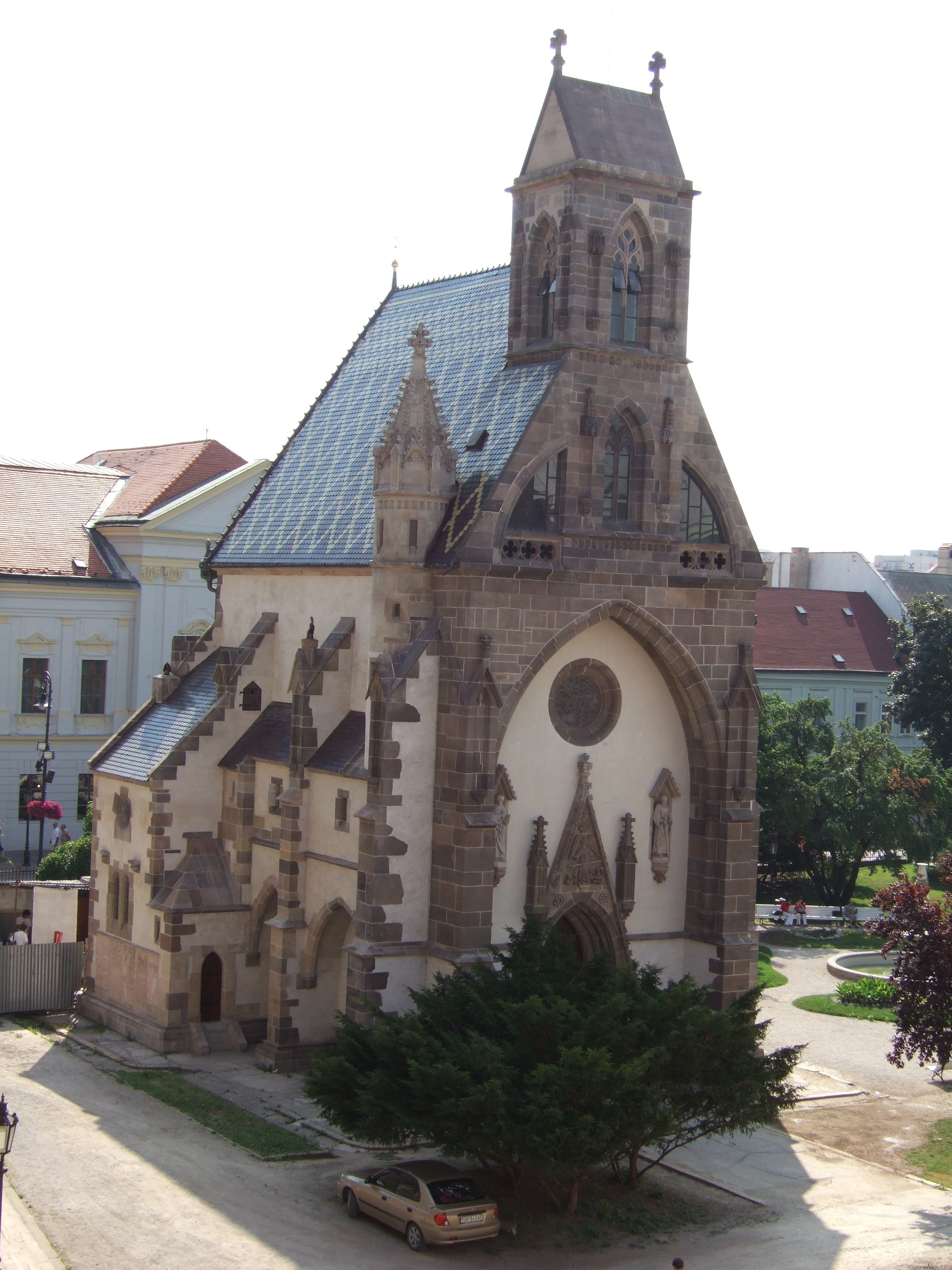
Widok z wieży katedry
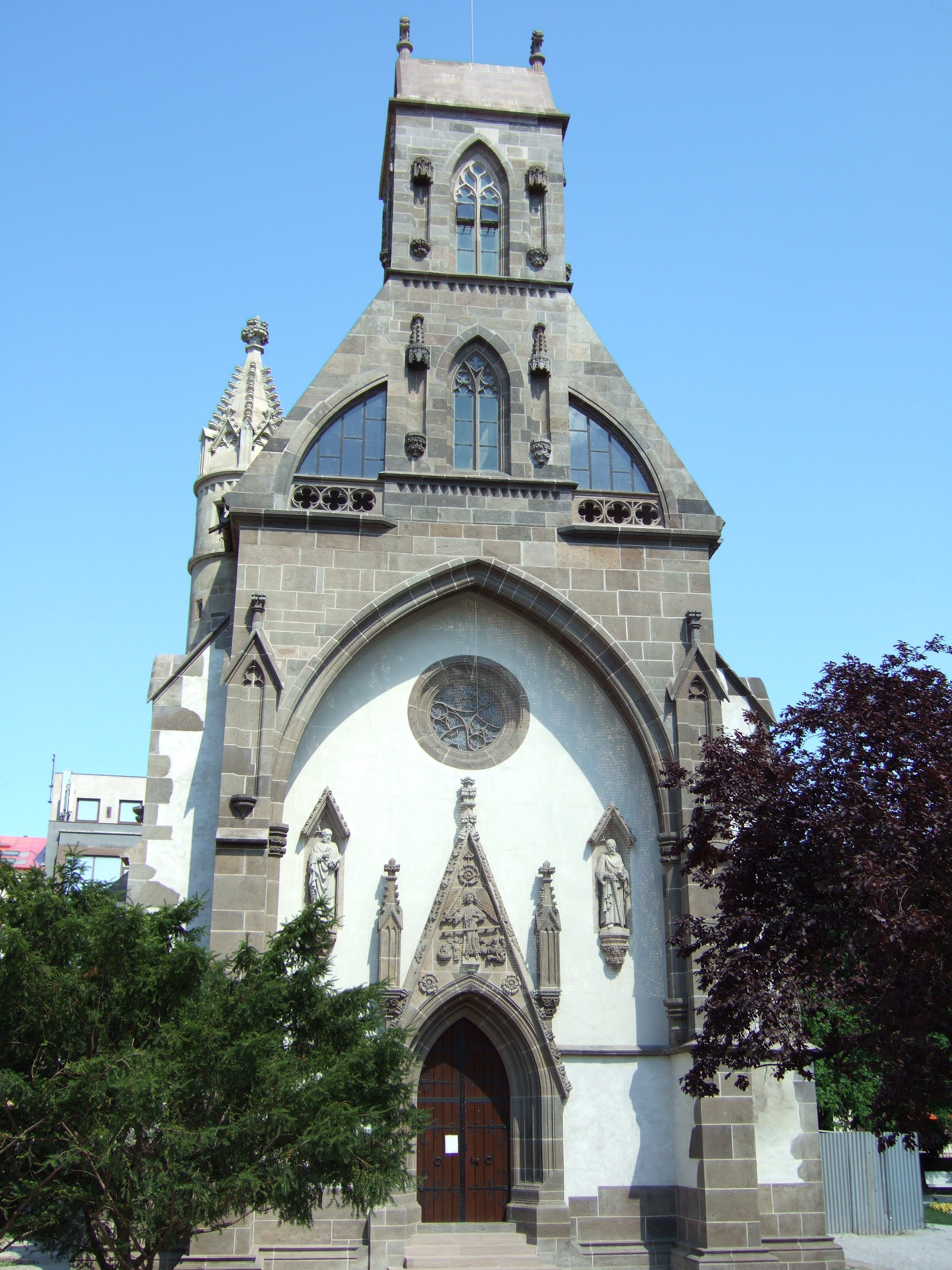
Fasada
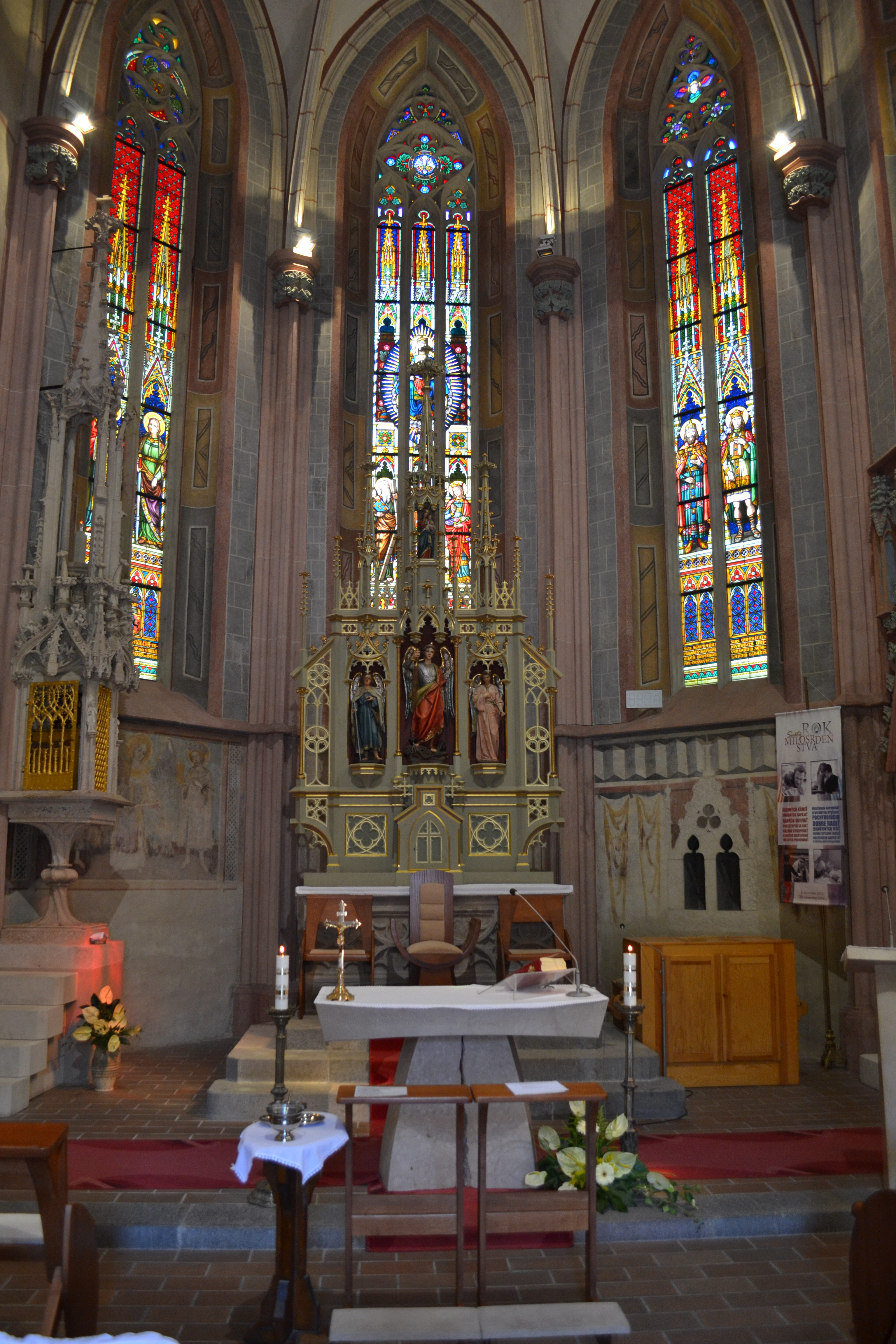
Ołtarz
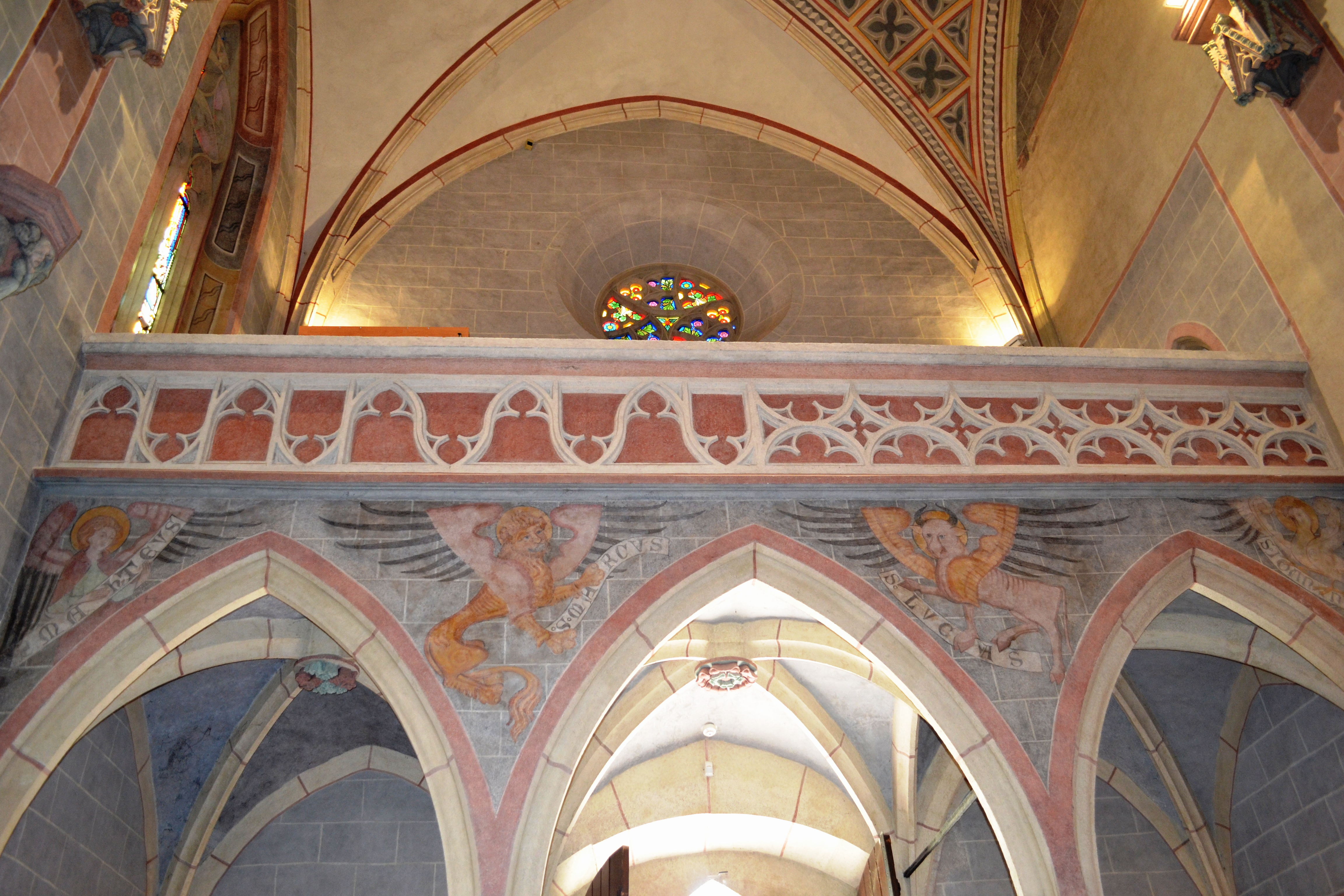
Empora
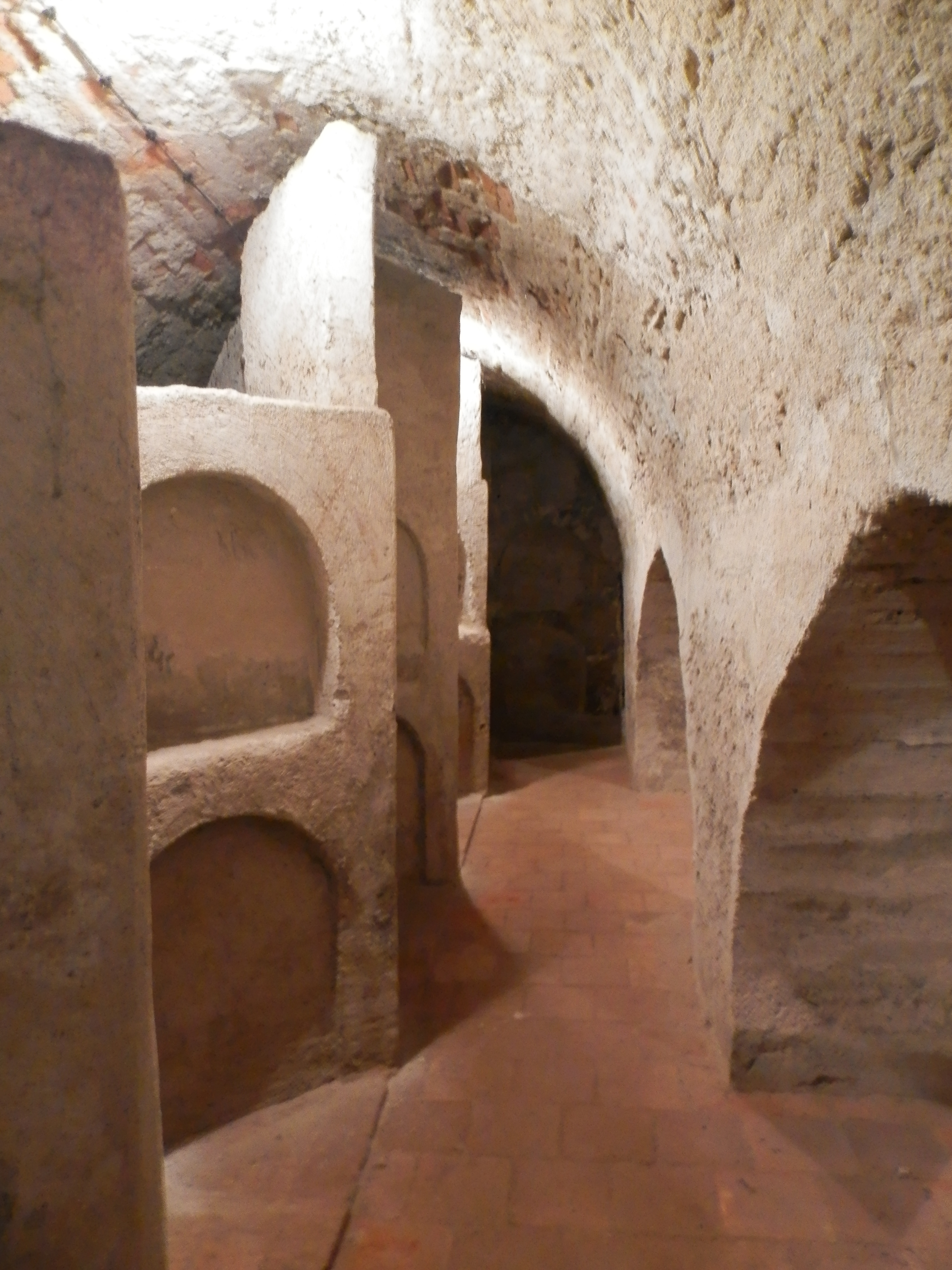
Ossuarium
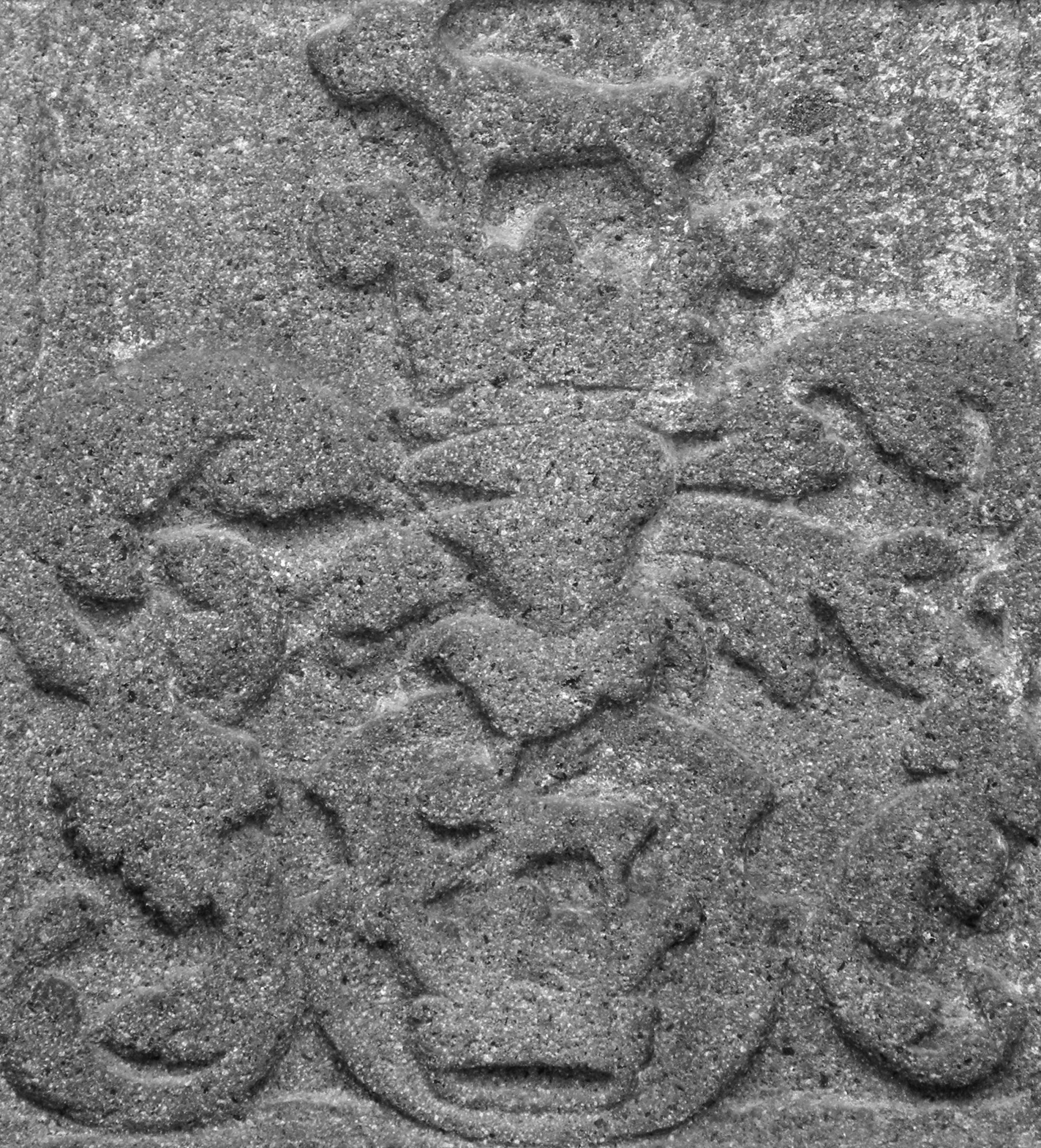
Herb Juraja Jezerniczkiego
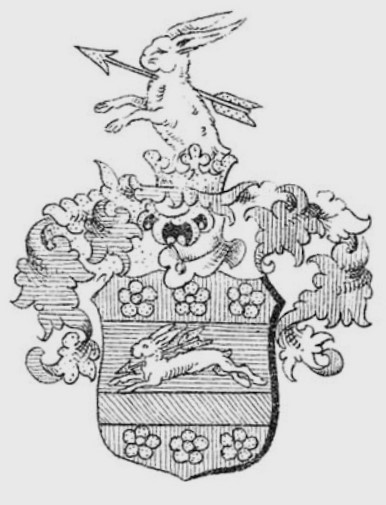
Herb Jezerniczky
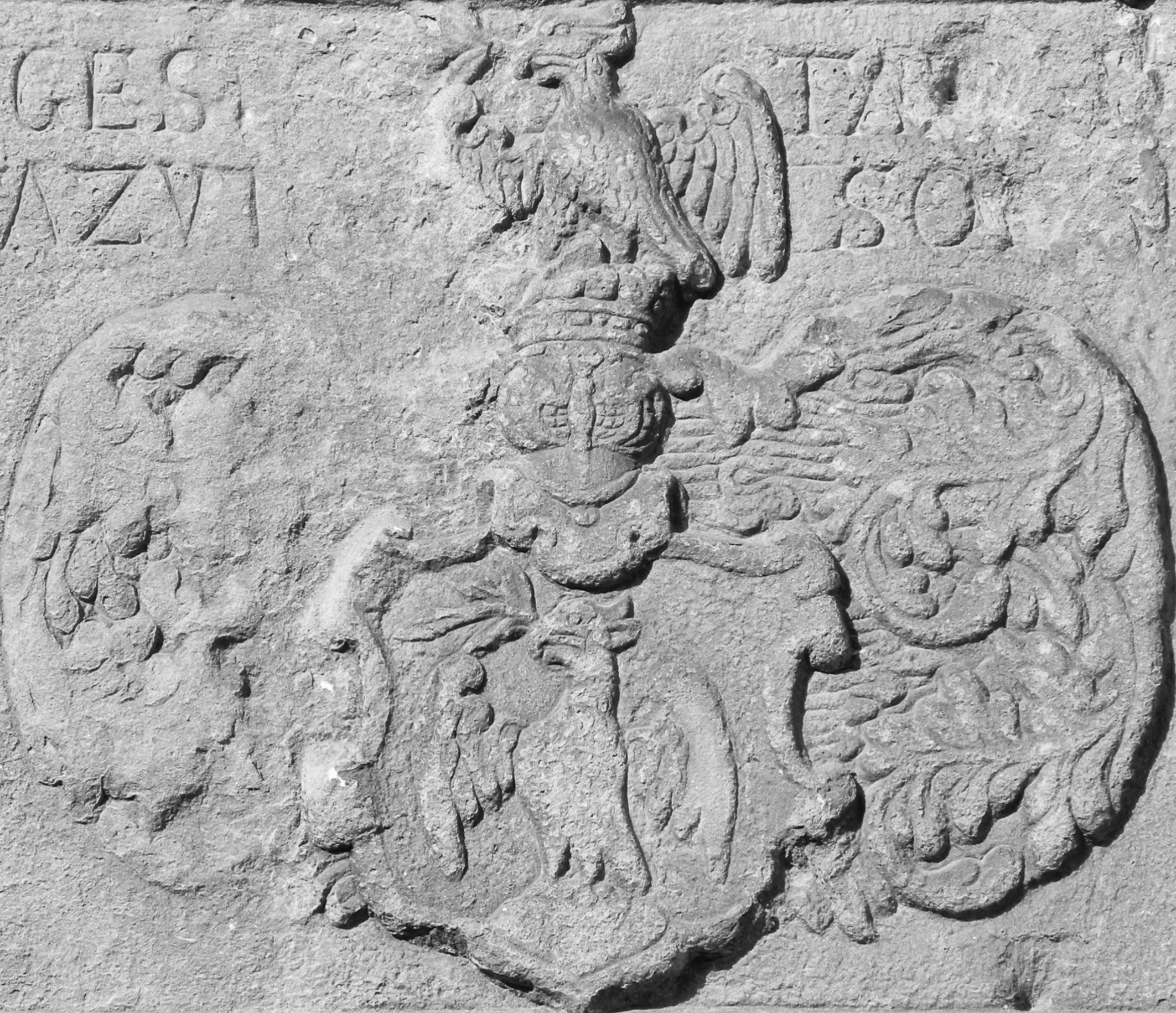
Herb Györgya Kálmára
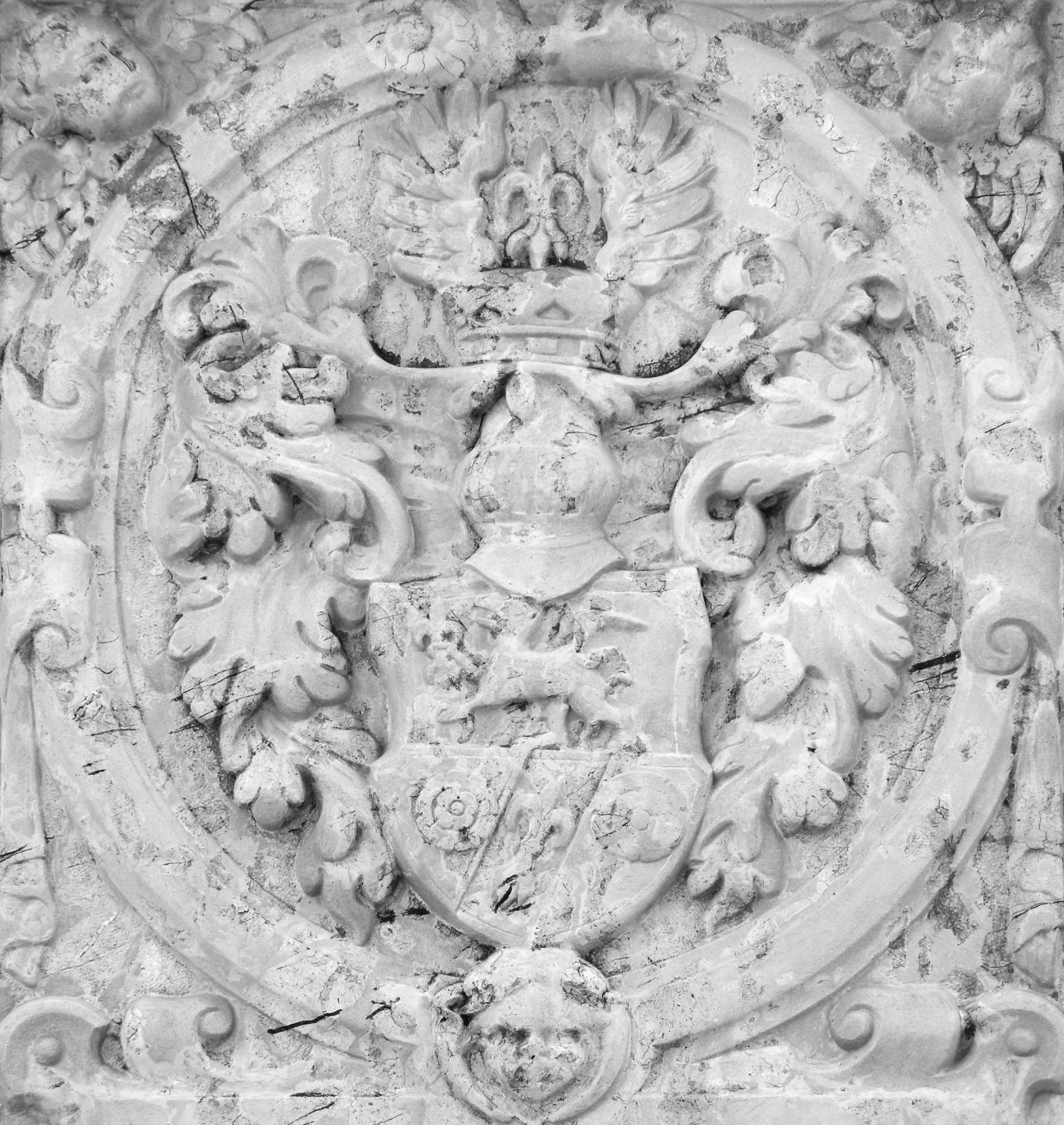
Herb Johannesa Langa
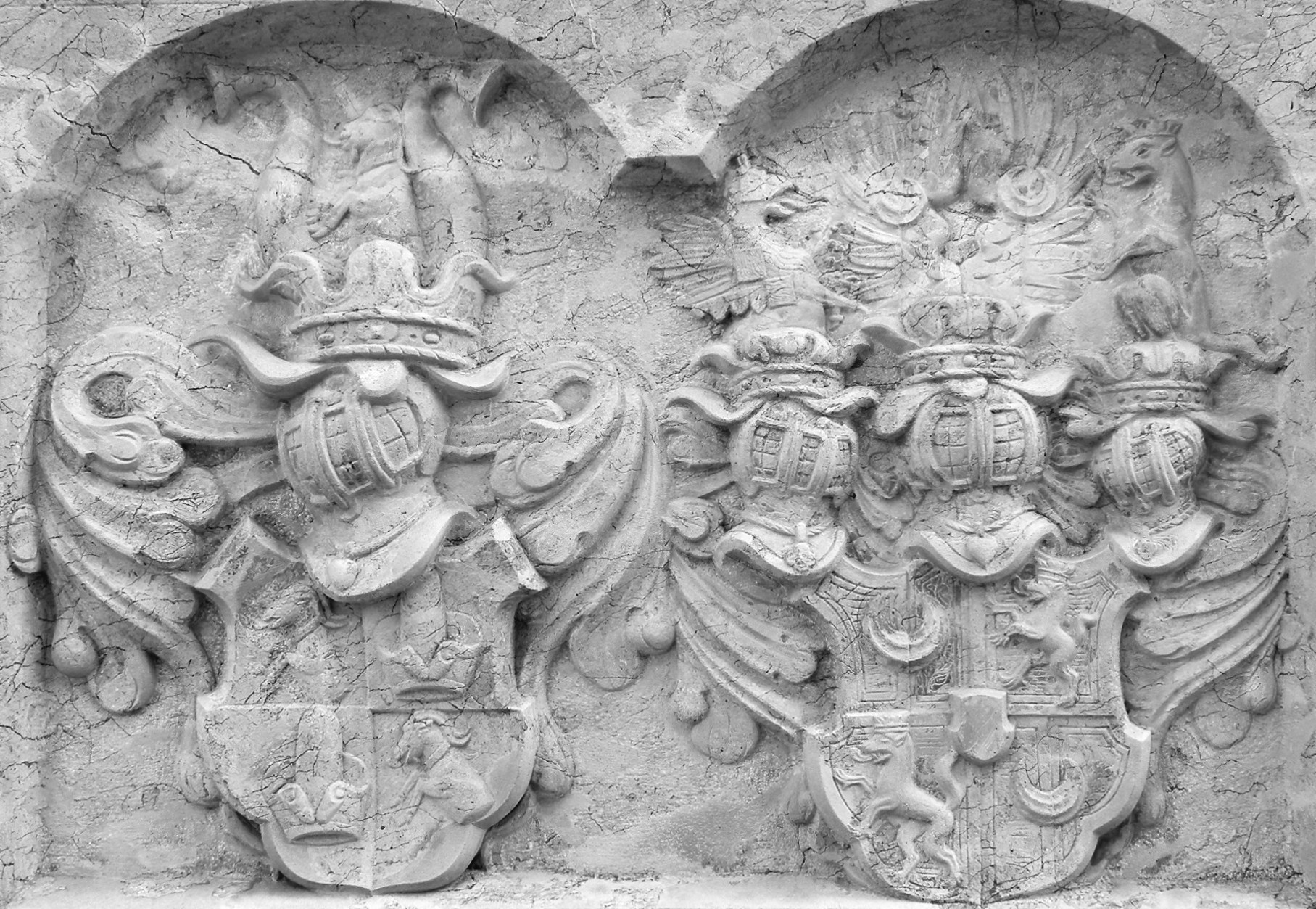
Herby Ulricha Rothveta i Judith Egkh
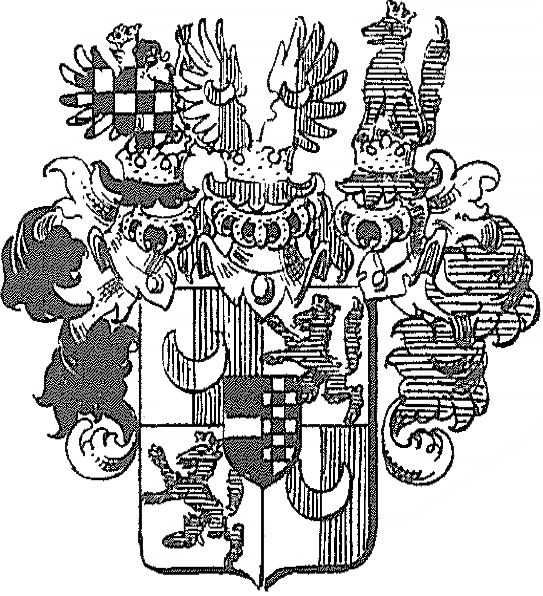
Herb von Egkh
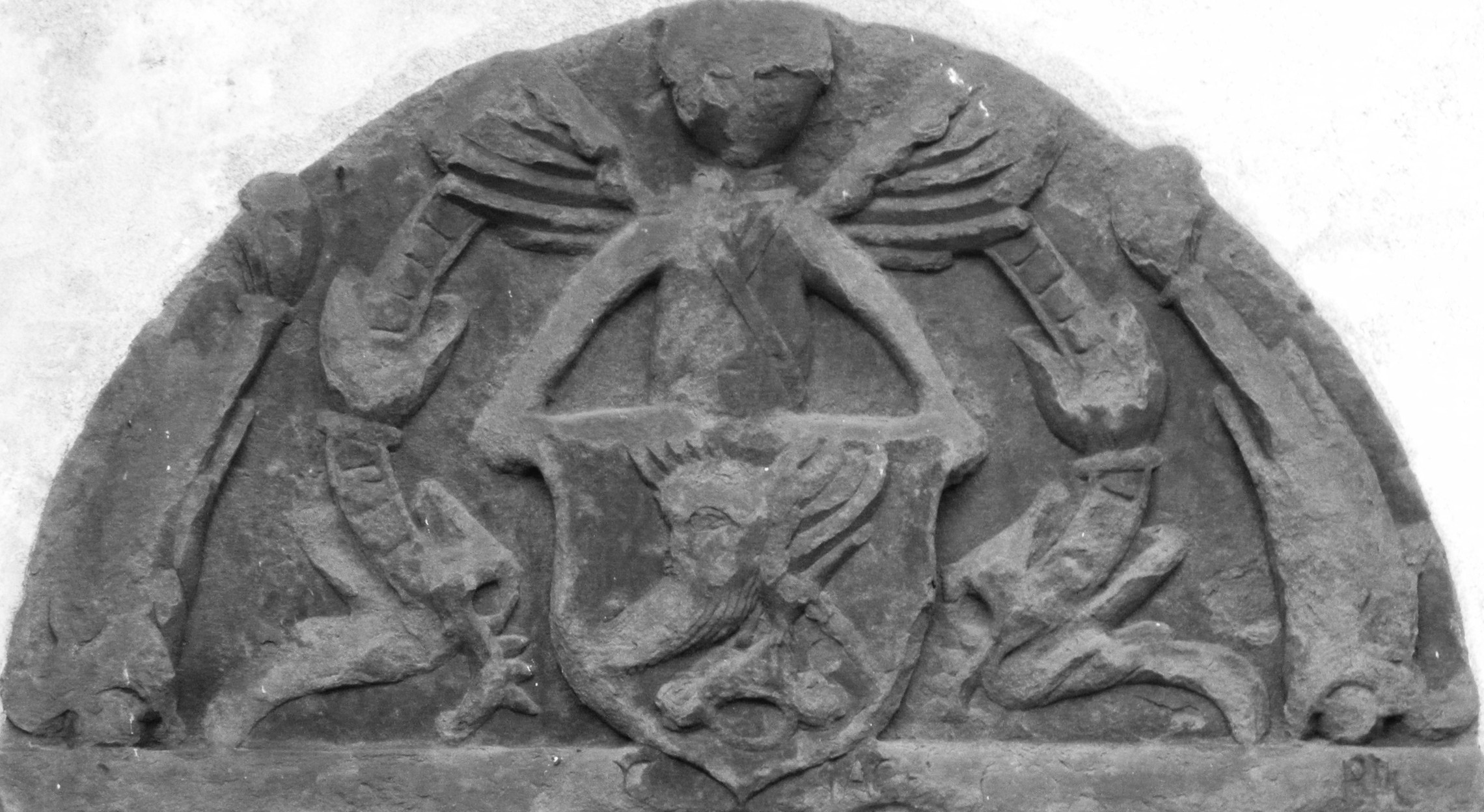
Herb rodziny Perényi
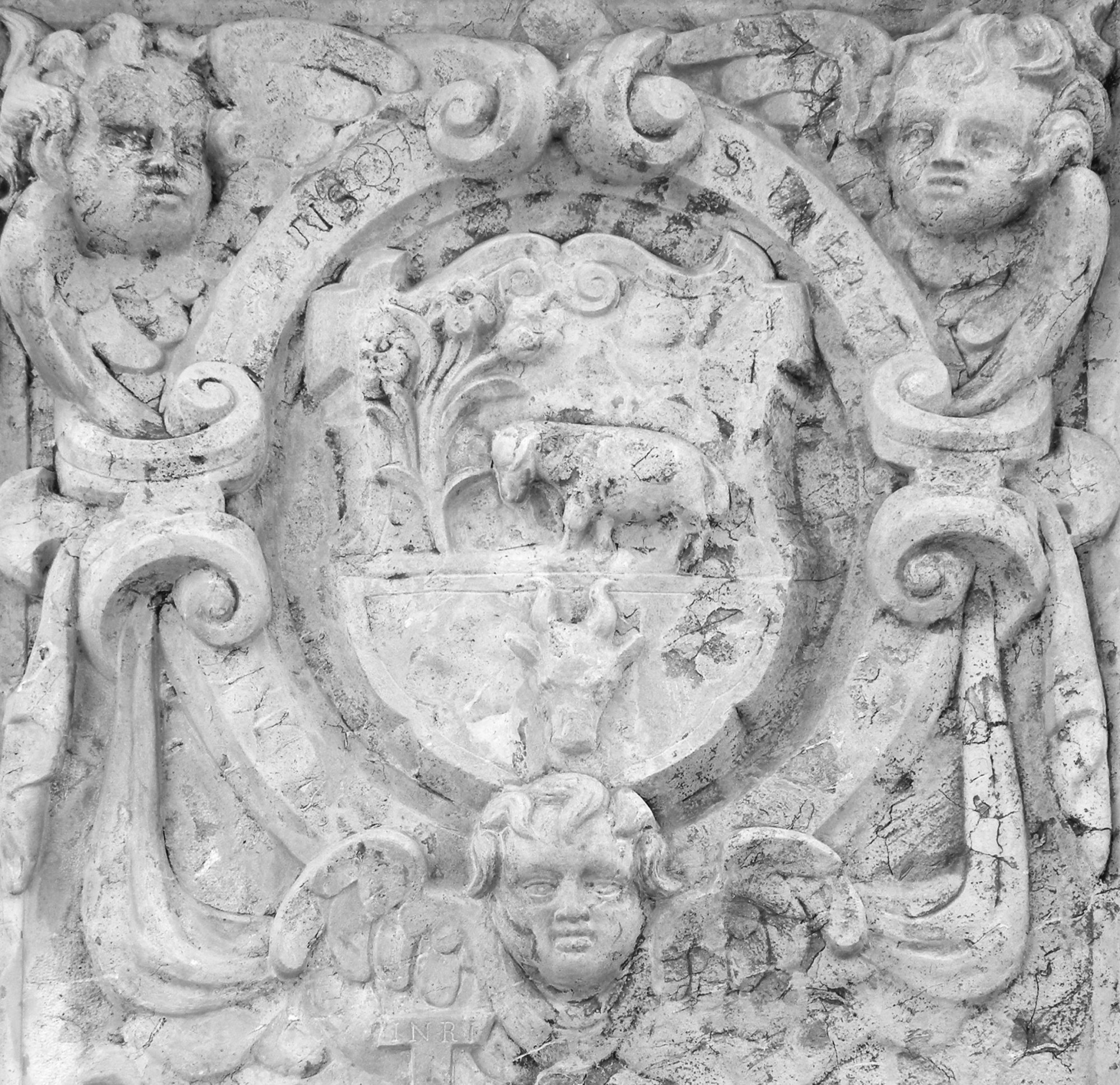
Herb Václava Schwertela
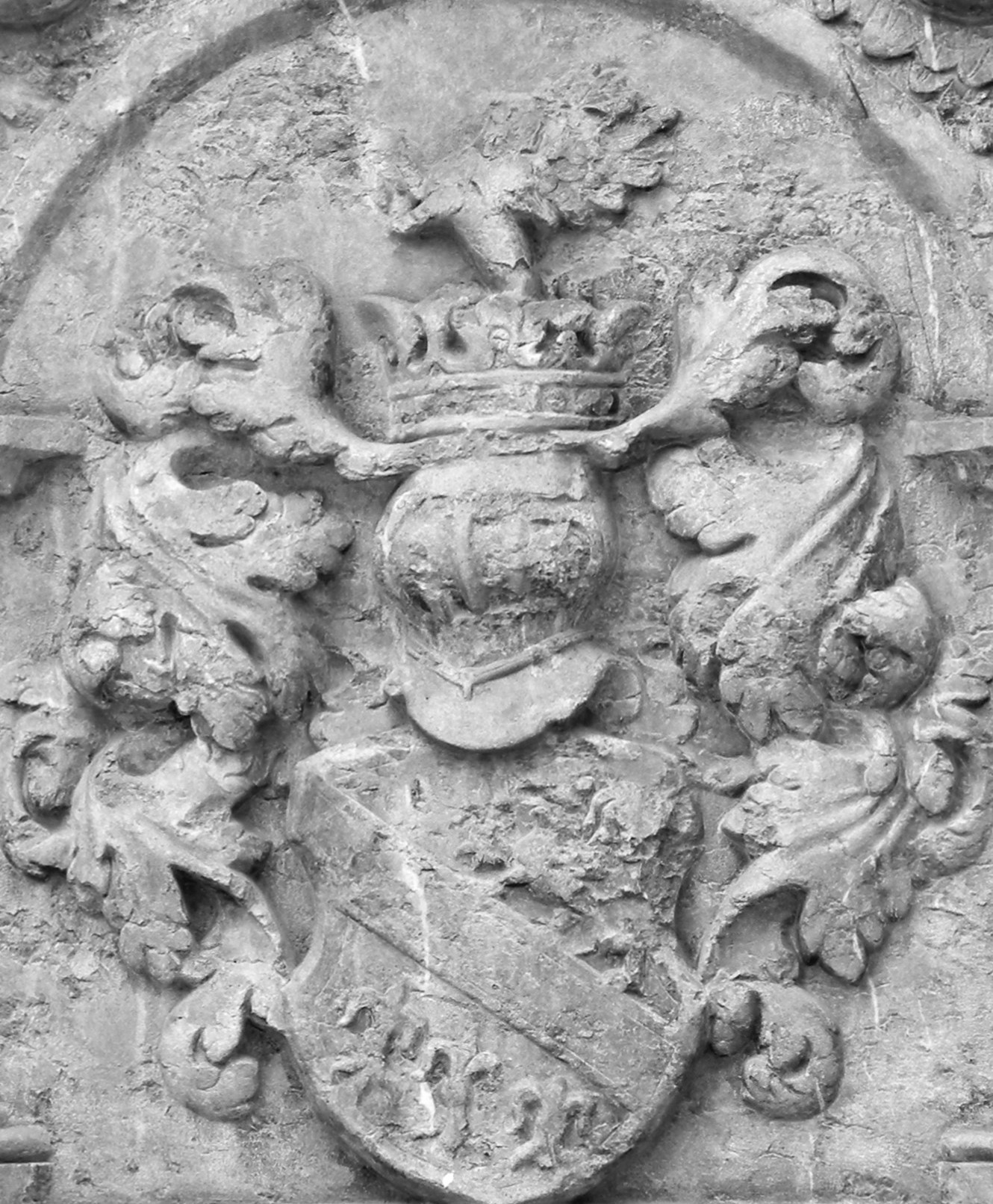
Herb Andrása Varannaia
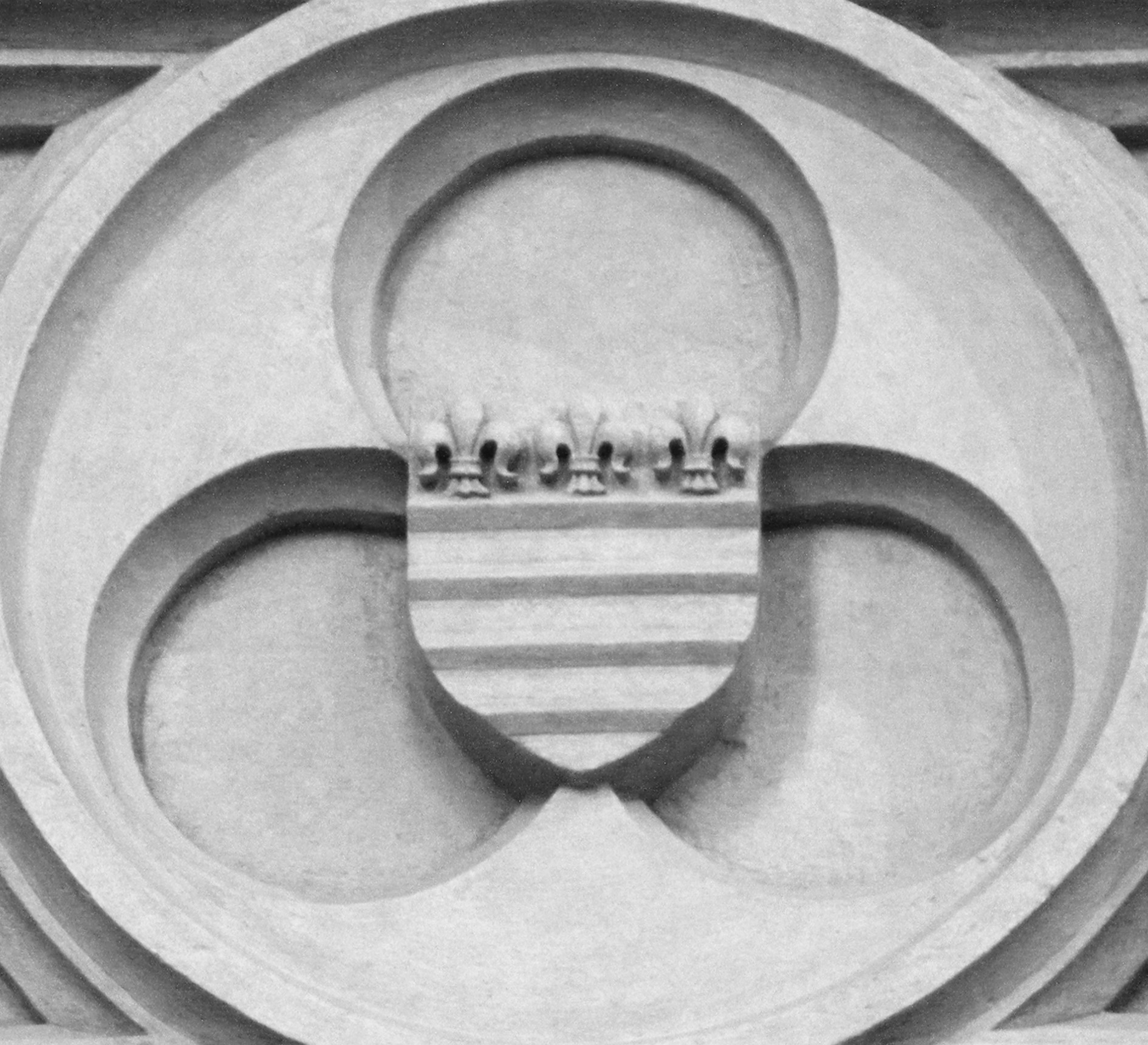
Herb Koszyc